# Gerard Debreu
Gerard Debreu, född 4 juli 1921 i Calais, död 31 december 2004 i Paris, var en fransk-amerikansk nationalekonom och matematiker som belönades med Sveriges Riksbanks pris i ekonomisk vetenskap till Alfred Nobels minne 1983.

## Biografi
Debreu studerade vid École Normale Supérieure 1941–1944. D-dagen 1944 gjorde att han inte hann ta sin examen i matematik utan istället gick in i Franska armén, som skickade honom till en officersskola i Cherchell, Algeriet varefter han tjänstgjorde en kortare tid i de franska ockupationsstyrkorna i Tyskland till slutet av 1945. Han genomgick därefter sin Agrégation de Mathématiques-examen i slutet av 1945 och början av 1946. Han hade vid denna tid blivit intresserad av nationalekonomi, ett intresse som ökade när han kom i kontakt med Léon Walras matematiska teori för allmän jämvikt. 1950 började han vid Cowleskommissionen för ekonomiforskning vid University of Chicago, och följde med kommissionens flytt till Yale University 1955. Han tog en doktorsexamen från Paris universitet 1956.
Debreu blev 1962 professor i nationalekonomi vid University of California, Berkeley och 1975 professor i matematik vid samma universitet. Han blev amerikansk medborgare 1975.

## Insatser inom nationalekonomi
I sin bok Theory of Value: An Axiomatic Analysis of Economic Equilibrium (1959) gav Debreu den matematiska underbyggnaden till fenomenet jämvikt i utbud och efterfrågan som först formulerats av Adam Smith 1776, som den osynliga handen. Debreu utvecklade också metoder för att analysera de faktorer som påverkade jämvikten.
För sina insatser inom nationalekonomin belönades Debreu med Sveriges Riksbanks pris i ekonomisk vetenskap till Alfred Nobels minne 1982 med motiveringen "för införandet av nya analytiska metoder i nationalekonomisk teori och för en rigorös omformulering av teorin för allmän jämvikt".